# Polyphylla ploceki
Polyphylla ploceki är en skalbaggsart som beskrevs av Tesar 1944. Polyphylla ploceki ingår i släktet Polyphylla och familjen Melolonthidae. Inga underarter finns listade i Catalogue of Life.